# Eurostadium
L'Eurostadium était un projet de stade de football situé sur le parking C du plateau du Heysel en Belgique dont le démarrage de la construction était initialement prévu en 2016 mais qui a été retardé à mi-2017, puis annulé en 2018. D'une capacité planifiée de 60 000 places, il était censé dès 2019 accueillir l'Équipe de Belgique de football, alors orpheline de l'actuel stade Roi Baudouin qui devrait être démoli, et le Royal Sporting Club Anderlecht.
Contrairement au stade national actuel, l'Eurostadium ne devait pas disposer d'une piste d'athlétisme mais de tribunes de 10 000 places rétractables.
En mars 2015, le Collège de la Ville de Bruxelles choisit le consortium Bam/Ghelamco pour le financement, la construction et l’exploitation de la nouvelle enceinte,. 
Le 31 octobre 2017, plus de 1 000 personnes se sont déjà opposées à la construction dans la configuration proposée actuellement.
Alors que le Championnat d'Europe 2020 (disputé exceptionnellement dans treize villes européennes et non dans un seul pays) est l'un des principaux moteurs du projet, l'UEFA prend le 7 décembre 2017 la décision de retirer à la Belgique l'organisation des quatre rencontres prévues dans le cadre de l'Euro puisque le projet de construction du stade n'avance pas.
Le 30 janvier 2018, la ministre flamande de l’Environnement Joke Schauvliege (CD&V) refuse d’accorder le permis d’environnement au promoteur Ghelamco et semble ainsi sceller définitivement l'enterrement du projet, même si Ghelamco ne s'avoue toujours pas vaincu.
En novembre 2019, le ministre wallon des finances et des infrastructures sportives, Jean-Luc Crucke, propose de construire ce stade à Tubize. La ville abrite déjà le Centre national de football (Belgian Football Centre), le centre d’entraînement de l'équipe nationale de football. La ville dispose de nombreux atouts : elle se situe non loin de Bruxelles, est assez accessible (autoroutes à proximité, contournement en construction, gare, transports en commun, deux aéroports,...) et se trouve également à l'intersection des régions wallonne et flamande,.

## Historique
Michel Verschueren, l'ancien manager du RSC Anderlecht qui a été le moteur derrière la construction du Stade Constant Vanden Stock au début des années 1980, lança en 2004 l'idée de construire un nouveau stade de quelque 40 000 places. À l'origine, le RSC Anderlecht proposa de partager ce stade avec son voisin, le FC Brussels.
Au cours des années qui ont suivi, trois pistes différentes furent étudiées : une extension du Stade Constant Vanden Stock, la construction d'une nouvelle enceinte à un autre emplacement ou le déménagement vers le Stade Roi Baudouin, port d'attache de l'Équipe de Belgique de football. Le parking C sur le plateau du Heysel, le site dit de « Schaerbeek-Formation » (une ancienne gare de triage) sur le territoire de la commune de Bruxelles-Ville, le site du marché matinal Mabru à Bruxelles, le futur ancien siège de l'OTAN à Haren, le site des anciennes entreprises Wanson aussi à Haren et un site à Neerpede, où se trouve également l'actuel centre de formation du RSC Anderlecht,, furent tour à tour envisagés comme emplacements potentiels pour l'érection du nouveau stade. Guy Vanhengel, le ministre de la Région bruxelloise, afficha sa préférence pour l'emplacement du parking C du Heysel, proche du Stade Roi Baudouin, bien que celui-ci soit situé sur le territoire de la commune de Grimbergen et, dès lors, en Région flamande,.
En février 2013, Éric Tomas, alors bourgmestre de la commune d'Anderlecht, marquait son accord pour l'extension du Stade Constant Vanden Stock, néanmoins sous de très strictes conditions. La fédération belge de football (URBSFA), le comité de direction du RSC Anderlecht et la ville de Bruxelles continuèrent toutefois d'évaluer la possibilité, soit de rénover le Stade Roi Baudouin, soit de construire un nouveau stade.
Un accord fut finalement conclu en décembre 2013 en vue de la construction d'un nouveau stade sur l'emplacement du parking C. Un an plus tard, la Belgique se porte candidate pour l'organisation de plusieurs rencontres du Championnat d'Europe 2020 dans le futur Eurostadium. Le 19 septembre 2014, l'UEFA attribue à la Belgique l'organisation de trois rencontres de phase de groupes et d'un huitième de finale.
Début 2015, la décision est prise par le Collège de la Ville de Bruxelles de confier le projet au consortium BAM/Ghelamco déjà responsable de la construction de la Ghelamco Arena, le nouveau stade de La Gantoise. Le groupe exige alors un loyer annuel de onze millions d'euros au RSC Anderlecht, ce que le club refuse de payer. En définitive, un accord est quand même trouvé. Les plans de construction sont présentés officiellement le 20 juin 2015 lors d'une conférence de presse.
Un renversement de situation s'opère toutefois, le 25 septembre 2015, lorsque le RSC Anderlecht publie sur son site un communiqué indiquant ne plus être en phase avec le projet car « celui-ci n’était plus conciliable avec sa vision du développement à long terme du club. ». Le député bruxellois N-VA Johan Van den Driessche saute sur l'occasion pour demander la remise à l'agenda du projet de rénovation du Stade Roi Baudouin, la Région flamande n'ayant jamais caché son opposition à la construction de l' Eurostadium.
Le 29 octobre 2015, le Ghelamco Group par la voix de son CEO, Paul Gheysens, annonce qu'un accord définitif a été trouvé avec le RSC Anderlecht et la Ville de Bruxelles pour la construction du stade et que la demande de permis de bâtir va être introduite auprès de la Région Flamande. Roger Vanden Stock confirme par voie de presse le 4 novembre 2015 qu'« Il n’y a plus de frein du côté d’Anderlecht pour le stade national. » et, même si quelques points restent à régler, le projet semble alors définitivement sur les rails.
En janvier 2016, les autorités flamandes chargées de délivrer le permis d'environnement pour la construction du stade exigent du maître d'œuvre, Ghelamco, d'adapter son dossier, retardant ainsi un d'un mois la procédure ainsi que, par conséquent, l'introduction de la demande de permis d'urbanisme au mois de juillet.
Le 28 octobre 2016, le département Mobilité et Travaux publics de la Région flamande (Mobiliteit en Openbare Werken, MOW) valide l'étude d'incidence réalisée dans le cadre du projet permettant ainsi à la société Ghelamco d'introduire une demande de permis de bâtir à la commune de Grimbergen et une demande de permis d'environnement à la province du Brabant flamand avec l'espoir de pouvoir démarrer les travaux début 2017.
Fin novembre 2016, l'échevin des Sports Alain Courtois révèle dans une interview à la RTBF qu’il ambitionne d'obtenir de l'UEFA le match d’ouverture de l'Euro 2020 dans la capitale belge avant que le logo de Bruxelles comme ville hôte ne soit dévoilé quinze jours plus tard par la fédération européenne de football, et ce alors même que les premiers coups de pelles n'ont pas été donnés, ce qui n'inquiète pas outre mesure les instances footballistiques qui estiment que le stade ne doit être opérationnel qu'un an avant la compétition.
Le 12 décembre 2016, lors d'une séance d'information sur le projet, la société Ghelamco indique que le projet Eurostadium procurera de l'emploi à environ 4 800 personnes, en grande partie des travailleurs peu qualifiés. Quatre jours plus tard, la commune de Grimbergen, sur le territoire de laquelle le stade ainsi que deux autres bâtiments seront érigés, fait savoir qu'elle considère la demande « complète et recevable », ce qui signifie que l'enquête publique peut désormais débuter et que le conseil communal dispose de 105 jours pour prendre une décision.
Nouveau rebondissement dans le dossier, le 26 janvier 2017, lorsque le conseil communal de Grimbergen décide de ne pas supprimer un sentier vicinal qui traverse le site du parking C du plateau du Heysel, sur lequel sera bâti le stade. Sauf que ce sentier n'existe plus en pratique et n'est plus visible ou praticable depuis de nombreuses années ! Selon Ghelamco, promoteur du projet, cette situation est totalement incompréhensible mais ne remet pas en péril la date butoir de 2019 pour l'achèvement des travaux a tenu à rassurer Philippe Neyt, administrateur de Ghelamco, qui ajoute que les recours sont devenus monnaie courante lors de gros projets immobiliers.
Un bureau d'experts néerlandais fait savoir le 28 mars 2017 que la rénovation du Stade Roi Baudouin, dont la capacité totale de 45 000 places assises et ses seuls 16 563 sièges qui satisfont aux standards européens sont très loin des 50 000 exigés par l'UEFA, coûterait aussi cher que la construction d'un nouveau stade. De plus, le processus d'obtention des permis prendrait jusqu'à deux ans, selon l'analyse. Dans le meilleur des cas, la construction ne pourrait donc démarrer qu'à la mi-2019 et il ne resterait dès lors qu'un an avant l'Euro 2020 alors que de tels projets nécessitent au moins deux ans de travaux, indique Ben Veenbrink, le porte parole de The Stadium Consultancy, mandaté par Ghelamco, le promoteur de l'Eurostadium sur le parking C du Heysel. Il n'existe donc, selon le bureau d'experts, aucun plan B à la construction du nouveau stade.
Un mois plus tard, une éclaircie pointe dans le ciel sombre de Ghelamco lorsque la députation du Brabant flamand, l’exécutif provincial, décide finalement de supprimer le fameux sentier vicinal qui, entre autres, bloquait l'obtention du permis de bâtir auprès de la commune de Grimbergen. La décision réjouit le promoteur qui introduit dès lors un recours en appel du refus de délivrer le permis en question, rappelant que l’avis défavorable rendu par Ruimte Vlanderen n’était dû qu’à l’existence administrative de ce sentier.
Toutefois, le 8 juin 2017, un nouveau coup de tonnerre s'abat sur le projet. En effet, la province refuse d'accorder le permis d'environnement au projet de construction du stade national en pointant deux problèmes: la mobilité et la qualité de l'air. Un nouveau coup dur qui n'empêche pas l'Union Belge de maintenir son soutien au projet qu'elle juge essentiel au développement structurel et durable du football belge.
Le 16 août 2017, Ghelamco fait savoir par le biais d'un communiqué de presse qu'une nouvelle demande de permis d'environnement (nl) serait introduite dans les prochains jours selon la nouvelle législation du 23 février 2017 qui regroupe les permis de bâtir et d'environnement sous une seule et même procédure et sous l'égide d'une seule et même instance, la Région flamande. Les demandes de permis préalablement soumises deviendraient dès lors caduques et le promoteur espère ainsi contourner certains écueils encourus, notamment car le permis de bâtir et d'environnement étaient traités jusqu'alors par deux entités différentes, respectivement la commune de Grimbergen et la province du Brabant Flamand.
L'UEFA tombe le couperet le 7 décembre 2017 : la Belgique n'accueillera pas les rencontres de l'EURO 2020 car elle a perdu toute confiance dans l'aboutissement du projet dans les temps. Le consortium Ghelamco assure lui que le stade verra bien le jour, malgré la décision des instance footballistiques européennes.
Après que l’administration flamande avait déjà émis un avis négatif pour le permis de construction et d’environnement début du mois, la ministre flamande de l’Environnement Joke Schauvliege (CD&V) refuse le 30 janvier 2018 d’accorder un permis d’environnement au promoteur Ghelamco pour la construction et l’exploitation du stade national. Les principales raisons invoquées sont, d'une part, la superficie totale du projet, soit environ 100 000 mètres carrés, largement supérieurs aux 50 000 mètres carrés dédiés à des activités récréatives autorisés sur le site et, d'autre part, le manque de garantie quant à la mobilité aux abords du futur stade, la ministre craignant une congestion sur le ring de Bruxelles,. D'après le parti DéFI, ceci représente le coup de sifflet final pour l'Eurostadium : « Il est temps de renoncer au bail emphytéotique,  de reconnaître l’échec du projet et de repartir d’une page blanche (...) ».

## Controverse
Le RSC Anderlecht évalua de nombreuses fois l'extension du Stade Constant Vanden Stock. Celui-ci étant localisé dans une zone à forte densité urbaine, les résidents et comités de quartier ont cependant toujours craint que ceci n'entraîne trop de nuisances et le projet ne bénéfica dès lors jamais beaucoup de l'aval de la commune. En février 2013, le bourgmestre Éric Tomas autorise quand même un agrandissement du stade mais sous de strictes conditions. En mai 2015, le RSC Anderlecht reçoit toutefois un avis négatif de la Région bruxelloise.
La construction d'un nouveau stade ou le déménagement vers une autre commune furent également très controversés au sein même de la « Maison Mauve ». Le quartier de Neerpede fut un moment envisagé comme emplacement, vu sa proximité avec le centre de formation, mais les plans n'ont jamais été approuvés, le quartier en question se situant au sein d'une zone protégée. Le conseil communal, lui aussi, s'est inquiété, dans le cas d'un éventuel déménagement du club vers une autre commune, d'un possible bain de sang social et de voir le secteur Horeca local péricliter.
L'idée de faire cohabiter le RSC Anderlecht avec l'équipe nationale belge a reçu elle aussi une volée de critiques, principalement de la part des autres formations de la Jupiler Pro League. Bart Verhaeghe, le président du Club de Bruges, s'est positionné à mutliples reprises dans la presse comme fervent opposant au projet Eurostadium qualifiant celui-ci de source « de concurrence déloyale et de conflit d'intérêts. »,. Ivan De Witte et Roland Duchâtelet, alors respectivement présidents de La Gantoise et du Standard de Liège, ont quant à eux désapprouvé le modèle économique du stade et estampillé le projet de « mégalomane et déficitaire ».
Lors de la présentation officielle des plans de construction en juin 2015, il fut annoncé que la Ville de Bruxelles investirait annuellement quelque quatre millions d'euros dans le projet et ce pendant une durée de 30 ans, entraînant là aussi de vives discussions. Le bourgmestre de Bruxelles, Yvan Mayeur, a toutefois défini ce montant de « tempête dans un verre d'eau » en expliquant que la Ville investissait de toute façon ce même montant dans le Stade Roi Baudouin.
Étant donné que l'arrivée de l' Eurostadium est jumelée avec la démolition du Stade Roi Baudouin, afin d'y construire le projet NEO , le projet fut également vivement contesté par le monde athlétique. Le Stade Roi Baudouin accueille en effet chaque année le Mémorial Van Damme, un meeting d'athlétisme de haut niveau, réputé et très populaire, dont l'organisateur, Wilfried Meert, craint la mise en péril dans le cas de construction d'un nouveau stade sans piste d'athlétisme. Wilfried Meert reçut dès lors en décembre 2013 la garantie que le Mémorial aurait sa propre enceinte, soit par le biais d'une réaffectation assortie d'une modernisation du Stade Roi Baudouin, soit par l'intermédiaire de la construction d'un nouveau stade spécifique à un emplacement encore à définir. 
Le projet fut également vivement contesté par certains élus NVA et CD&V qui soutiennent un projet de centre commercial, Uplace, à Machelen , à moins de 10 km du Heysel. La construction de l'Eurostadium sur la parking C du Heysel aurait permis la réalisation du projet NEO, à la suite de la destruction du stade du Heysel.
À la suite d'un communiqué sur son site fin septembre 2015, le RSC Anderlecht se retire officiellement du projet Eurostadium, le club ayant préalablement reçu le feu vert du collège communal anderlechtois à l'agrandissement par l'ajout d'un troisième anneau de son arène actuelle, le Stade Constant Vanden Stock, portant la capacité totale de celui-ci à 30 300 places (contre 21 500 actuellement). Mi-octobre, le club fait toutefois savoir ne plus vouloir opter pour cette extension car « Les dirigeants du Sporting d’Anderlecht estiment qu’il n’y aura pas assez de retour sur l’investissement ».
Le « soap opera » entourant le projet Eurostadium semble prendre fin le 29 octobre 2015 lorsque le consortium désigné pour la construction annonce que les parties engagées (Ghelamco, Anderlecht et la Ville de Bruxelles) ont enfin conclu un accord définitif concernant la construction du stade, plusieurs obstacles restant néanmoins à surmonter, selon leur propre aveu. Le début des travaux est prévu pour mai 2016 et le Sporting devrait être en mesure d'y jouer ses premières rencontres en 2019.
Une réunion d'information, destinée aux riverains du projet, provoque quelques remous le 14 juin 2016 lorsque l'échevin des Sports, Alain Courtois, interdit à la presse ainsi qu'à deux conseillers communaux de l'opposition d'assister à la réunion.
Le mois de septembre 2016 va être relativement dévastateur pour le projet en termes de vents contraires...
En début de mois, le journal La Capitale dévoile que le RSC Anderlecht a acquis Yéti Ski, l'unique piste de ski (synthétique) de Bruxelles et située à Neerpede, ce qui relance la rumeur de dissensions liés au déménagement vers l'Eurostadium et que le Sporting envisage un plan B si celui-ci venait à capoter, rumeur accentuée par le flou entourant les ambitions exactes du club sur le site en question. Le porte-parole du RSC Anderlecht, David Steegen, confirme toutefois que « Cette transaction se fait dans le cadre de l’expansion de l'académie », autrement dit le centre formation, sans pour autant qu'aucun projet concret ne soit arrêté.
Mi-septembre, c'est au tour de Johan Van den Driessche de revenir à la charge avec une remise en question des chiffres et des principes de financement qui, selon les instances bruxelloises, ne coûteront rien au contribuable, ce que dément fermement le député bruxellois N-VA qui, d'après ses propres évaluations, arrive à une facture de 280 millions d'euros au détriment de la base imposable.
Fin septembre, le département Mobilité et Travaux publics de la Région flamande (Mobiliteit en Openbare Werken, MOW) rend un avis négatif sur l'étude d'incidence introduit par le consortium BAM/Ghelamco. Celui-ci indiquait que les plans n'aurait pas d'effets remarquables sur la mobilité vers et autour du stade, le MOW estimant lui au contraire que, non seulement que le projet aurait bien un impact sur le trafic routier mais aussi sur une zone beaucoup plus importante que déterminée dans l'étude. Un mois plus tard, le 28 octobre 2016, l'étude sera toutefois finalement validée après que Ghelamco se soit engagé à une augmentation de la capacité d'absorption du nouveau parking rendant les calculs pour les flux de mobilité suffisants aux yeux du MOW.
Le 27 mars 2017, le collège communal de Grimbergen refuse de délivrer un permis de bâtir à Ghelamco, promoteur de l'Eurostadium sur le parkinc C du Heysel. La semaine précédente, Guy Vanhengel, ministre bruxellois du Budget et des Finances, avait affirmé que si ce projet devait échouer l'UEFA se tournerait vers d'autres candidatures européennes à l'organisation de l'Euro 2020.
Deux jours plus tard, c'est au tour de Ben Weyts de verser du sable dans l'engrenage. Dans son rôle de Ministre flamand de la Mobilité et des Travaux publics, du Bien-Être animal et du Tourisme, c'est effectivement lui qui doit donner son aval à la vente au promoteur des deux terrains appartenant à la Région Flamande sur lesquels le stade doit être érigé, ce qu'il refuse car, selon lui, le projet ne dispose plus du soutien nécessaire et il s'agit plus d'un complexe de bureaux que d'un stade de sport. Étant donné que le RSC Anderlecht s'est, une nouvelle fois, retiré du projet le 17 février 2017 par voie de communiqué de presse, et que la viabilité du stade nécessite la présence d'un club hôte, le projet semble de plus en plus compromis.
Le 6 septembre 2017, Mehdi Bayat, nouvel homme fort de l'Union Belge, jette un pavé dans la mare de l'organisation de l'Euro 2020 à Bruxelles. Le dirigeant semble résolu, comme tous les membres de la Fédération et plusieurs observateurs : l’Eurostadium ne serait jamais prêt dans les temps. Tout en affirmant être fervent défenseur d'un projet de stade national et jugeant qu'il est important pour la Belgique de disposer d’une telle infrastructure, il déclare que « Ce n'est pas grave si cet Euro ne se dispute pas en Belgique, il y aura d'autres possibilités à l’avenir... ». L'UEFA, quant à elle, semble maintenir officiellement sa confiance envers la candidature de Bruxelles, notamment pour abriter le match inaugural, même si le projet de l'Eurostadium semble de plus en plus avoir du plomb dans l'aile, mais dans les coulisses, il se chuchote de plus en plus qu'un plan B, dans une autre ville d’Europe, serait déjà prêt et le nom du stade de Lille reviendrait avec insistance... En fin de journée, l'UEFA dresse finalement un ultimatum à la Belgique : si le dossier n'est pas en ordre pour novembre, la candidature de Bruxelles ne sera plus prise en compte et une autre ville sera désignée.
À la suite de la décision de l'UEFA de ne plus organiser certaines rencontre du Championnat d'Europe de football 2020 à Bruxelles, la déception est grande et les responsabilités sont pointées du doigt de toutes parts, les partis politiques sont unanimes pour dire  qu'il s'agit là d'un « terrible désaveu pour la crédibilité de la Belgique ». L'URBSFA estime avoir perdu du crédit aux yeux de la FIFA et de l'UEFA; certaines personnalités influentes, comme Marc Coucke, se désolent que la situation en soit arrivée là et la presse regrette ce qui aurait pu être une apothéose pour une partie de la génération actuelle des Diables Rouges d'avoir pu disputer leur dernier grand tournoi à domicile.
La décision de la ministre Joke Schauvliege de refuser le permis d’environnement pour l’Eurostadium semble signifier le coup d'arrêt définitif du projet mais c'est sans compter sur la pugnacité du promoteur Ghelamco qui n'a pas l'intention de renoncer à l'opération et réfléchit soit à introduire un recours, soit à présenter une nouvelle demande pour un stade plus petit cette fois. La N-VA, quant à elle, en profite pour relancer l'idée d'une hypothétique rénovation du Stade Roi Baudoin, pour laquelle la société de construction BESIX, concurrente de Ghelamco et également sponsor de l'Union Belge, avait déjà proposé un projet mi-décembre, démontrant ainsi si c'était encore nécessaire que la guerre de clans autour du projet est loin d'être terminée, le récent rachat du RSC Anderlecht par Marc Coucke compliquant encore la donne.